# Brun amarant
Brun amarant (Lagonosticta nitidula) är en fågel i familjen astrilder inom ordningen tättingar.

## Utseende och läte
Brun amarant är mörkast och mest färglös bland amaranterna och den enda arten utan röd eller skär övergump. Båda könen har inslag av rött i näbben. Hanen har en tydlig röd fläck i ansiktet som hos honan är mer begränsad. Sången består av en tjattrande blandning av olika typer av toner medan det bland lätena hörs mjuka "tip".

## Utbredning och systematik
Fågeln förekommer från Angola till Demokratiska republiken Kongo, Zambia, södra Tanzania, norra Namibia och norra Zimbabwe. Den behandlas som monotypisk, det vill säga att den inte delas in i några underarter.

## Levnadssätt
Brun amarant hittas i buskage, öppet skogslandskap och flodnära skogar intill våtmarker. Arten är tystlåten och oansenlig i sitt leverna. Den ses vanligen i par eller smågrupper.

## Status
Arten har ett stort utbredningsområde och beståndet anses vara stabilt. Internationella naturvårdsunionen IUCN listar den därför som livskraftig (LC).